# David Marrero Santana
David Marrero Santana (Telde, Las Palmas, 8 d'abril de 1980) és un tennista professional espanyol retirat.
La majoria dels seus èxits els va aconseguir en la modalitat de dobles masculins, havent guanyat 14 títols del circuit ATP, disputant altres 16 finals més. Entre aquestes títols destaquen el títol de campions l'ATP World Tour Finals al costat del tennista Fernando Verdasco. Va arribar al cinquè lloc del rànquing de dobles masculins l'any 2013. Individualment no va aconseguir cap títol al circuit ATP amb el lloc 143 com a millor posició en el rànquing individual. Va formar part de l'equip espanyol de Copa Davis en tres edicions.
Marrero va anunciar la seva retirada durant la disputa del Comte de Godó l'any 2022, tot i que va disputar alguns torneigs menors del circuit ITF fins el 2024.

## Palmarès: 13 (0−13)

### Dobles: 29 (13−16)
| Llegenda (pre/post 2009)                                 |
| -------------------------------------------------------- |
| Grand Slams (0−0)                                        |
| Tennis Masters Cup / ATP Finals (1−0)                    |
| ATP Masters Series / ATP World Tour Masters 1000 (1−1)   |
| ATP International Series Gold / ATP World Tour 500 (3−3) |
| ATP International Series / ATP World Tour 250 (8−12)     |

| Títols per superfície |
| --------------------- |
| Dura (2−3)            |
| Gespa (0−1)           |
| Terra batuda (11−12)  |

| Resultat  | Núm. | Data                   | Torneig                                    | Superfície   | Parella             | Oponents                                    | Marcador               |
| --------- | ---- | ---------------------- | ------------------------------------------ | ------------ | ------------------- | ------------------------------------------- | ---------------------- |
| Guanyador | 1.   | 9 de maig de 2010      | Estoril, Portugal                          | Terra batuda | Marc López          | Pablo Cuevas Marcel Granollers              | 6−7(1), 6−4, [10−4]    |
| Guanyador | 2.   | 25 de juliol de 2010   | Hamburg, Alemanya                          | Terra batuda | Marc López          | Jérémy Chardy Paul-Henri Mathieu            | 6−3, 2−6, [10−8]       |
| Finalista | 1.   | 1 de maig de 2011      | Estoril, Portugal                          | Terra batuda | Marc López          | Eric Butorac Jean-Julien Rojer              | 3−6, 4−6               |
| Finalista | 2.   | 21 de maig de 2011     | Niça, França                               | Terra batuda | Santiago González   | Eric Butorac Jean-Julien Rojer              | 3−6, 4−6               |
| Finalista | 3.   | 25 de setembre de 2011 | Bucarest, Romania                          | Terra batuda | Julian Knowle       | Daniele Bracciali Potito Starace            | 6−3, 4−6, [8−10]       |
| Finalista | 4.   | 23 d'octubre de 2011   | Moscou, Rússia                             | Dura (i)     | Carlos Berlocq      | František Čermák Filip Polášek              | 3−6, 1−6               |
| Guanyador | 3.   | 26 de febrer de 2012   | Buenos Aires, Argentina                    | Terra batuda | Fernando Verdasco   | Michal Mertiňák André Sá                    | 6−4, 6−4               |
| Guanyador | 4.   | 3 de març de 2012      | Acapulco, Mèxic                            | Terra batuda | Fernando Verdasco   | Marcel Granollers Marc López                | 6−3, 6−4               |
| Finalista | 5.   | 6 de maig de 2012      | Estoril (2)                                | Terra batuda | Julian Knowle       | Aisam-ul-Haq Qureshi Jean-Julien Rojer      | 5−7, 5−7               |
| Guanyador | 5.   | 15 de juliol de 2012   | Umag, Croàcia                              | Terra batuda | Fernando Verdasco   | Marcel Granollers Marc López                | 6−3, 7−6(4)            |
| Guanyador | 6.   | 22 de juliol de 2012   | Hamburg (2)                                | Terra batuda | Fernando Verdasco   | Rogério Dutra Silva Daniel Muñoz de la Nava | 6−4, 6−3               |
| Finalista | 6.   | 28 d'octubre de 2012   | València, Espanya                          | Dura (i)     | Fernando Verdasco   | Alexander Peya Bruno Soares                 | 3−6, 2−6               |
| Guanyador | 7.   | 2 de març de 2013      | Acapulco (2)                               | Terra batuda | Łukasz Kubot        | Simone Bolelli Fabio Fognini                | 7−5, 6−2               |
| Guanyador | 8.   | 28 de juliol de 2013   | Umag (2)                                   | Terra batuda | Martin Kližan       | Nicholas Monroe Simon Stadler               | 6−1, 5−7, [10−7]       |
| Guanyador | 9.   | 22 de juliol de 2013   | Sant Petersburg, Rússia                    | Dura (i)     | Fernando Verdasco   | Dominic Inglot Denis Istomin                | 7−6(6), 6−3            |
| Finalista | 7.   | 13 d'octubre de 2013   | Xangai, Xina                               | Dura         | Fernando Verdasco   | Ivan Dodig Marcelo Melo                     | 6−7(2), 7−6(6), [2−10] |
| Guanyador | 10.  | 11 de novembre de 2013 | ATP World Tour Finals, Londres, Regne Unit | Dura (i)     | Fernando Verdasco   | Bob Bryan Mike Bryan                        | 7−5, 6−7(3), [10−7]    |
| Finalista | 8.   | 23 de febrer de 2014   | Rio de Janeiro, Brasil                     | Terra batuda | Marcelo Melo        | Juan Sebastián Cabal Robert Farah           | 4−6, 2−6               |
| Finalista | 9.   | 13 d'abril de 2014     | Houston, Estats Units                      | Terra batuda | Fernando Verdasco   | Bob Bryan Mike Bryan                        | 6−4, 4−6, [9−11]       |
| Finalista | 10.  | 4 de maig de 2014      | Estoril (3)                                | Terra batuda | Pablo Cuevas        | Santiago González Scott Lipsky              | 3−6, 6−3, [8−10]       |
| Finalista | 11.  | 3 de maig de 2015      | Estoril (4)                                | Terra batuda | Marc López          | Treat Huey Scott Lipsky                     | 1−6, 4−6               |
| Guanyador | 11.  | 17 de maig de 2015     | Roma, Itàlia                               | Terra batuda | Pablo Cuevas        | Marcel Granollers Marc López                | 6−4, 7−5               |
| Finalista | 12.  | 27 de juny de 2015     | Nottingham, Regne Unit                     | Gespa        | Pablo Cuevas        | Chris Guccione André Sá                     | 2−6, 5−7               |
| Finalista | 13.  | 21 de febrer de 2016   | Rio de Janeiro (2)                         | Terra batuda | Pablo Carreño Busta | Juan Sebastián Cabal Robert Farah           | 6−7(5), 1−6            |
| Finalista | 14.  | 28 de febrer de 2016   | Sao Paulo, Brasil                          | Terra batuda | Pablo Carreño Busta | Julio Peralta Horacio Zeballos              | 6−4, 1−6, [5−10]       |
| Guanyador | 12.  | 17 de maig de 2016     | Bastad, Suècia                             | Terra batuda | Marcel Granollers   | Marcus Daniell Marcelo Demoliner            | 6−2, 6−3               |
| Guanyador | 13.  | 24 de juliol de 2016   | Umag (3)                                   | Terra batuda | Martin Kližan       | Nikola Mektić Antonio Šančić                | 6−4, 6−2               |
| Finalista | 15.  | 19 de febrer de 2017   | Buenos Aires                               | Terra batuda | Santiago González   | Juan Sebastián Cabal Robert Farah           | 1−6, 4−6               |
| Finalista | 16.  | 1 de maig de 2016      | Estoril (5)                                | Terra batuda | Tommy Robredo       | Ryan Harrison Michael Venus                 | 5−7, 2−6               |

## Trajectòria

### Dobles
| Open d'Austràlia | A   | A  | 3R | 2R | QF | 2R | QF | 1R | 1R | 2R | 1R | 0 / 9 | 11 − 9 |
| Roland Garros | A   | 1R | 2R | 2R | QF | 2R | 2R | 2R | 3R | 1R |    | 0 / 9 | 10 − 9 |
| Wimbledon | Q   | 2R | 2R | 3R | 2R | 3R | 1R | 1R | A  | 1R |    | 0 / 8 | 7 − 8  |
| US Open | A   | 2R | QF | 1R | 1R | QF | 1R | 3R | 1R | 1R |    | 0 / 9 | 9 − 9  |
| ATP World Tour Finals | A   | A  | A  | A  | G  | A  | A  | A  | A  | A  |    | 1 / 1 | 4 − 1  |
| Rànquing a final d'any | 102 | 40 | 40 | 23 | 5  | 28 | 30 | 41 |    |    |    |       |        |
| Llegenda: G: Guanyador; F: Finalista; SF: Semifinalista; QF: Quarts de final; Q: Qualificació; A: Absent; RR: Round Robin; |     |    |    |    |    |    |    |    |    |    |    |       |        |